# Ла Сијенега, Сијенега де Мендез (Арандас)
Ла Сијенега, Сијенега де Мендез (шп. La Ciénega, Ciénega de Méndez) насеље је у Мексику у савезној држави Халиско у општини Арандас. Насеље се налази на надморској висини од 2015 м.

## Становништво
Према подацима из 2005. године у насељу је живело 7 становника.

### Хронологија
| Година       | 2000         | 2005 |
| ------------ | ------------ | ---- |
| Становништво | 29 (16 / 13) | 7    |

### Попис
| # | Индикатор                        | Вредност |
| - | -------------------------------- | -------- |
| 1 | Укупно појединачних домаћинстава | 1        |